# 永田充
永田 充（ながた みつる、1983年4月6日 - ）は元プロサッカー選手。ポジションはディフェンダー。元日本代表。

## 来歴

### 柏レイソル時代
静岡県清水市（現：静岡市）出身。静岡学園高校では3年時に第80回全国高等学校サッカー選手権大会に出場した。
2002年に柏レイソルとプロ契約。2年目の2003年からセンターバックのレギュラーに定着し、2003 FIFAワールドユース選手権にU-20日本代表のメンバーとして参加。その後、20歳にしてA代表に初選出された（出場はなし）。
2005年3月19日のナビスコ杯、対FC東京戦において、相手FWのルーカスとの接触により負傷。左膝前十字靭帯断裂で全治8ヶ月の重傷を負い、シーズンの大半を棒に振った。シーズン終盤の11月に実戦復帰したが、永田の不在もあって低迷していた柏は、J1・J2入れ替え戦でヴァンフォーレ甲府に敗れ、J2へ降格した。

### アルビレックス新潟時代
2006年1月13日、アルビレックス新潟に完全移籍。新潟に移籍直後の2月にトレーニング中に負傷。右膝靱帯損傷で全治2ヶ月と診断された。リハビリから通常練習に移行し始めていた5月、右膝前十字靱帯を断裂し全治5ヶ月と診断された。
2007年はシーズン初めより千代反田充とコンビを組んでセンターバックのレギュラーに定着した。9月22日の鹿島戦でまたも右膝靭帯を負傷し、リーグ戦22試合に出場、年間順位6位を経験した。
2008年は大きな怪我もなくシーズンを戦い抜きリーグ戦30試合に出場。
2009年は、足首の故障による欠場1試合を除く33試合に出場。この年の新潟は3トップが注目されたが、一方で千代反田、MF本間勲とのトライアングルで形成するセンターの守備は熟練したものになり、シーズンで08年の46失点を大きく下回る31失点を記録し、チームの上位進出に貢献した。
2010年9月2日、キリンチャレンジカップのパラグアイ戦、グアテマラ戦において、練習で右肋軟骨を負傷した闘莉王の代役として日本代表への追加招集を受け、7日のグアテマラ戦で長友佑都に代わり後半から出場、フル代表デビューした。リーグ戦ではリーグ戦全試合に出場。これはプロデビュー以来初めてのことであった。

### 浦和レッドダイヤモンズ時代
2011年、マルシオ・リシャルデスと共に浦和レッドダイヤモンズに完全移籍。背番号は新潟時代の同僚で前シーズンチーム得点王のエジミウソンが付けていた17番が与えられた。3月6日に行われたJ1第1節、対ヴィッセル神戸に先発出場し、浦和での公式戦デビューを果たした。7月13日にホームで行われたJ1第4節の川崎フロンターレ戦でコーナーキックからのこぼれ球を右足で押し込み浦和での初得点を記録した。8月14日に東北電力ビッグスワンスタジアム行われたJ1第21節の新潟戦では山田暢久のヘディングを相手GKが弾いた所を右足で押し込み、シーズン2点目を挙げた。チームは最終節まで残留争いに巻き込まれるほど低迷し、15位に終わったものの、移籍1年目からCBのポジションを確保し、シーズン全34試合フル出場を果たした。
2012年は、ミハイロ・ペトロヴィッチ新監督の下、坪井慶介・槙野智章とともに3バックを形成。安定した守備を見せて前年とは一転して優勝争いに絡み、最終的には3位に入り、チームとして5年ぶりのACL出場権獲得に貢献した。しかし、その後は度重なる怪我もあって出場機会を失った。

### 東京ヴェルディ時代
2016年12月15日、東京ヴェルディに完全移籍することが発表された。2018年12月、契約満了により東京ヴェルディを退団。

### 東京ユナイテッドFC時代
2019年5月15日、東京ユナイテッドFCへ完全移籍が発表された。

### 引退以後
2020年1月、栃木SCの入団テストを兼ねた練習に1週間合流したが、年齢と年俸がネックとなって合意には至らず、年齢のことを指摘されるようなら一線を退くと決めていたことから、同年2月、現役引退が発表された。
その後、家業の製造業コンサルティング会社の事業継承が出来る下地作りを目論んで、同年3月25日に浦和レッズ、東京ユナイテッドのパートナー企業である文化シヤッターに入社。同社小山工場業務課に配属され、シャッター製造業務に従事している。同年6月29日付でアップロードされた浦和のOBである水内猛のYouTubeチャンネル動画に登場した際にも、自身の口から明かしている。

## 選手時代の特徴
精度の高いロングフィードを特徴としていた。浦和レッドダイヤモンズ時代の同僚であった那須大亮は「体重の乗せ方がうまい」「どんな態勢からでも蹴ることができる」と評価した。

## 所属クラブ
- 清水市立高部小学校
- 清水エスパルスジュニアユース (清水市立第六中学校)[1]
- 静岡学園高校
- 2002年 - 2005年  柏レイソル
- 2006年 - 2010年  アルビレックス新潟
- 2011年 - 2016年  浦和レッドダイヤモンズ
- 2017年 - 2018年  東京ヴェルディ
- 2019年5月 - 同年12月  東京ユナイテッドFC

## 個人成績
| 国内大会個人成績 | 国内大会個人成績 | 国内大会個人成績 | 国内大会個人成績 | 国内大会個人成績 | 国内大会個人成績 | 国内大会個人成績 | 国内大会個人成績 | 国内大会個人成績 | 国内大会個人成績 | 国内大会個人成績 | 国内大会個人成績 |
| 年度             | クラブ           | 背番号           | リーグ           | リーグ戦         | リーグ戦         | リーグ杯         | リーグ杯         | オープン杯       | オープン杯       | 期間通算         | 期間通算         |
| 年度             | クラブ           | 背番号           | リーグ           | 出場             | 得点             | 出場             | 得点             | 出場             | 得点             | 出場             | 得点             |
| 日本             | 日本             | 日本             | 日本             | リーグ戦         | リーグ戦         | リーグ杯         | リーグ杯         | 天皇杯           | 天皇杯           | 期間通算         | 期間通算         |
| ---------------- | ---------------- | ---------------- | ---------------- | ---------------- | ---------------- | ---------------- | ---------------- | ---------------- | ---------------- | ---------------- | ---------------- |
| 2002             | 柏               | 20               | J1               | 6                | 0                | 0                | 0                | 0                | 0                | 6                | 0                |
| 2003             | 柏               | 20               | J1               | 23               | 0                | 4                | 0                | 1                | 0                | 28               | 0                |
| 2004             | 柏               | 20               | J1               | 28               | 2                | 4                | 0                | 1                | 0                | 33               | 2                |
| 2005             | 柏               | 20               | J1               | 5                | 1                | 1                | 0                | 0                | 0                | 6                | 1                |
| 2006             | 新潟             | 6                | J1               | 0                | 0                | 0                | 0                | 0                | 0                | 0                | 0                |
| 2007             | 新潟             | 6                | J1               | 22               | 0                | 3                | 0                | 0                | 0                | 25               | 0                |
| 2008             | 新潟             | 6                | J1               | 30               | 1                | 5                | 0                | 2                | 0                | 37               | 1                |
| 2009             | 新潟             | 6                | J1               | 33               | 0                | 6                | 0                | 4                | 0                | 43               | 0                |
| 2010             | 新潟             | 6                | J1               | 34               | 0                | 6                | 0                | 2                | 0                | 42               | 0                |
| 2011             | 浦和             | 17               | J1               | 34               | 2                | 7                | 0                | 0                | 0                | 41               | 2                |
| 2012             | 浦和             | 17               | J1               | 29               | 0                | 4                | 1                | 2                | 0                | 35               | 1                |
| 2013             | 浦和             | 17               | J1               | 9                | 0                | 1                | 0                | 2                | 0                | 12               | 0                |
| 2014             | 浦和             | 17               | J1               | 13               | 0                | 3                | 0                | 2                | 0                | 18               | 0                |
| 2015             | 浦和             | 17               | J1               | 5                | 0                | 1                | 0                | 1                | 0                | 7                | 0                |
| 2016             | 浦和             | 17               | J1               | 1                | 0                | 0                | 0                | 0                | 0                | 1                | 0                |
| 2017             | 東京V            | 19               | J2               | 10               | 0                | -                | -                | 1                | 0                | 11               | 0                |
| 2018             | 東京V            | 19               | J2               | 0                | 0                | -                | -                | 3                | 0                | 3                | 0                |
| 2019             | 東京U            | 28               | 関東1部          | 7                | 0                | -                | -                | -                | -                | 7                | 0                |
| 通算             | 日本             | 日本             | J1               | 272              | 6                | 45               | 1                | 17               | 0                | 336              | 7                |
| 通算             | 日本             | 日本             | J2               | 10               | 0                | -                | -                | 4                | 0                | 14               | 0                |
| 通算             | 日本             | 日本             | 関東1部          | 7                | 0                | -                | -                | -                | -                | 7                | 0                |
| 総通算           | 総通算           | 総通算           | 総通算           | 282              | 6                | 45               | 1                | 21               | 0                | 350              | 7                |

| 国際大会個人成績 | 国際大会個人成績 | 国際大会個人成績 | 国際大会個人成績 | 国際大会個人成績 |
| 年度             | クラブ           | 背番号           | 出場             | 得点             |
| AFC              | AFC              | AFC              | ACL              | ACL              |
| ---------------- | ---------------- | ---------------- | ---------------- | ---------------- |
| 2013             | 浦和             | 17               | 2                | 0                |
| 2015             | 浦和             | 17               | 3                | 0                |
| 2016             | 浦和             | 17               | 3                | 0                |
| 通算             | AFC              | AFC              | 8                | 0                |

その他の公式戦
- 2004年
  - J1・J2入れ替え戦 2試合0得点
- 2005年
  - J1・J2入れ替え戦 2試合0得点

## タイトル

### クラブ
浦和レッズ
- J1リーグ 1stステージ：1回（2015年）
- J1リーグ 2ndステージ：1回（2016年）
- Jリーグカップ：1回（2016年）

### 個人
- AFCユース選手権2002 ベストイレブン（2002年）
- Jリーグ優秀新人賞：1回（2003年）

## 代表歴
- U-17、U-18、U-19、U-20日本代表
  - AFCユース選手権2002
  - 2003 FIFAワールドユース選手権
- 日本代表2003、2010-2011
  - AFCアジアカップ2011

### 試合数
- 国際Aマッチ 2試合 0得点(2010 - 2011)

| 日本代表 | 国際Aマッチ | 国際Aマッチ |
| 年       | 出場        | 得点        |
| -------- | ----------- | ----------- |
| 2010     | 1           | 0           |
| 2011     | 1           | 0           |
| 通算     | 2           | 0           |

### 出場
| No. | 開催日        | 開催都市 | スタジアム                             | 対戦国     | 結果 | 監督         | 大会                       |
| --- | ------------- | -------- | -------------------------------------- | ---------- | ---- | ------------ | -------------------------- |
| 1.  | 2010年9月7日  | 大阪     | 大阪長居スタジアム                     | グアテマラ | ○2-1 | 原博実       | キリンチャレンジカップ2010 |
| 2.  | 2011年1月21日 | ドーハ   | サーニー・ビン・ジャーシム・スタジアム | カタール   | ○3-2 | ザッケローニ | AFCアジアカップ2011        |